# 沿ドニエストル共和国の議会
沿ドニエストル共和国最高会議（えんドニエストルきょうわこくさいこうかいぎ、ロシア語: Верховный Совет Приднестровской Молдавской Республики, Verkhovny Sovet Pridnestrovskoy Moldavskoy Respubliki）は、沿ドニエストル共和国の立法府である。

## 議会構成
一院制で任期5年、単純小選挙区制で選出される。
定数は33人。